# Schron bojowy nr 75 w Kochłowicach
Ciężki schron bojowy nr 75 w Kochłowicach – betonowy schron bojowy wzniesiony w 1937 roku. Należał do „Grupy Bojowej Kłodnica” należącej do Obszaru Warownego „Śląsk”, będącego linią polskich umocnień bojowych wzdłuż granicy z Niemcami przed wybuchem II wojny światowej.

## Lokalizacja
Schron znajduje się na terenie Rodzinnego Ogrodu Działkowego „Nadzieja” w Rudzie Śląskiej-Kochłowicach przy ulicy Pomorskiej. Przed schronem znajduje się parking dla samochodów osobowych.

## Wyposażenie
Schron jest wyposażony w pancerną kopułę obserwacyjno-bojową. Jego uzbrojenie stanowiły 3 ckm-y i 2-3 rkm-y. W schronie zachowały się dwudzielne drzwi pancerne.

## Dane techniczne
- Rok powstania – 1937 (kopuła 1938)
- Klasa wytrzymałości bunkra – D (ciężki)
- Odporność na ostrzał – kaliber do 220 mm
- Grubość stropu – 1,40 m
- Grubość ścian – 1–1,75 m
- Załoga – ok. 15 osób
- Liczba stanowisk strzelniczych – 4
- Początek prac renowacyjnych – marzec 2008

## Rekonstrukcja
W 2008 roku schron został odgruzowany i gruntownie odnowiony przez grupę miejscowych hobbystów. W jego wnętrzu przygotowano wystawę historyczną, gromadzącą pamiątki związane głównie z okresem II wojny światowej na Górnym Śląsku. Zobaczyć można między innymi repliki broni z czasów II wojny światowej, w tym replikę ciężkiego karabinu maszynowego wz. 30. Wokół schronu zrekonstruowano zasieki oraz przywrócono pierwotny układ ziemny. Atrakcją dla zwiedzających są odgłosy pola bitwy, odtwarzane z systemu głośników.

## Zwiedzanie
Od 2012 roku działania przy schronie wspiera Stowarzyszenie Genius Loci – Duch Miejsca, będące także społecznym opiekunem pobliskiego średniowiecznego gródka. Schron jest udostępniany dla zwiedzających kilka razy w roku przy okazji imprez historycznych.